# Bay Area Rapid Transit
De Bay Area Rapid Transit (BART) is een openbaarvervoernetwerk in de San Francisco Bay Area in de Amerikaanse staat Californië. BART fungeert als metro in het centrum van San Francisco en als regionale spoorlijn in de agglomeratie. Het BART-netwerk verbindt San Francisco met haar voorsteden in San Mateo County en met de steden in de regio East Bay. In tegenstelling tot de metronetwerken van bijvoorbeeld New York en Londen biedt BART geen frequente lokale diensten aan; dat doet SF Muni. BART wordt vooral gebruikt om de voorsteden en buitenwijken met de economische centra van San Francisco en Oakland te verbinden. In 2014 werd de 5 kilometer lange automatische kabeltram naar de luchthaven van Oakland opgenomen in het BART-netwerk.

## Geschiedenis
In de eerste helft van de twintigste eeuw bestond in het gebied rond de baai van San Francisco een uitgebreid net, het Key system, van sneltrams in San Francisco, Oakland en Berkeley. De verbinding tussen het centrum van San Francisco en de oostoever liep met veerboten tussen de Ferrybuilding en de Keysystempier in Oakland. Na de opening van de Bay Bridge op 12 november 1936 reden de sneltrams op de onderste verdieping van de brug door tot in het centrum van San Francisco. 
Al tijdens de Tweede Wereldoorlog werden lijnen opgeheven, tussen 1946 en 1952 daalde het aantal reizigers van 22,2 miljoen naar 9,8 miljoen en in 1958 volgde de sluiting van het Key System. 
In de jaren 50 concludeerde een onderzoek naar de toenemende verkeersproblemen rond de baai dat er een nieuw vervoerssysteem met snelle verbindingen tussen de steden en voorsteden moest komen. Om dit uit te voeren werd in 1957 het Bay Area Rapid Transit District opgericht door Alameda County, Contra Costa County, San Francisco, San Mateo County en Marin County. Santa Clara County deed niet mee omdat het voorgestelde net niet verder zou lopen dan Palo Alto. In 1962 besloot het bestuur van San Mateo het BART te verlaten ten gunste van wegenbouw in hun county omdat de bewoners anders zouden mee betalen aan het vervoer van inwoners van Santa Clara. Het vertrek van San Mateo bracht de financiering in gevaar en hoewel 88% van de kiezers in Marin County, het schiereiland ten noorden van de Golden Gate Bridge, voor BART gestemd hadden, waren de belastinginkomsten niet genoeg om hun deel van de extra kosten te dragen. Hierbij kwamen twijfels over de haalbaarheid van een tweede dek voor de metro op de Golden Gate Bridge en Marin County haakte een maand na San Mateo af. 
Op 6 november 1962 keurden de kiezers van drie overgebleven counties de financiering van het tot 75 mijl ingekorte net, met eindpunten in Daly City, Concord, Fremont en Richmond goed.

## Aanleg
Na de bestuurlijke voorbereidingen werd vanaf 1 juli 1963 gewerkt aan de bouw- en spoorwegtechnische uitwerking. Op 19 juni 1964 ging, in het bijzijn van President Johnson, in Concord de eerste spade de grond in voor een 7,1 km lange testbaan. De testbaan tussen Concord en Walnut Creek werd nog in hetzelfde jaar opgeleverd. Terwijl de proeven op testbaan liepen werd op meerdere plaatsen aan het geplande net begonnen met de bouw van infrastructuur. In november 1965 werd begonnen met het boren van de Berkeley Hills Tunnel die in 1967 in ruwbouw gereed was. Het hartstuk van het net, de Transbaytunnel, werd tussen 1965 en 3 april 1969 afgezonken. Op 24 januari 1966 begon de bouw van de dubbeldekstunnel in het centrum van Oakland. De bedoeling was om ten noorden van Oakland de lijnen op viaducten of middenbermen van snelwegen te bouwen. Berkeley wilde echter een ondergrondstraject op hun grondgebied. Op 4 oktober 1966 stemden de kiezers van Berkeley in met de extra kosten en de lijn door Berkeley ligt dan ook ondergronds. 
In de zomer van 1967 werd ook begonnen met de dubbeldekstunnel onder Market Street in San Francisco. De BART-lijnen zijn aangelegd in breedspoor (spoorwijdte 1.676 mm) en geëlektrificeerd met derde rail, 1000 volt gelijkspanning. De keuze voor breedspoor komt voort uit de gewenste hoge snelheden in combinatie met een hoog comfort om te kunnen concurreren met de auto. 
BART was ook het eerste grote netwerk met computergestuurde metro's en verkeerleiding. Het huidige netwerk (de luchthavenlijn van Oakland buiten beschouwing gelaten) is in totaal 167 kilometer lang, bestaat uit zes lijnen en heeft 45 stations.  Het netwerk is zo aangelegd dat de meeste route-onderdelen door meerdere metrolijnen benut worden. Op weekdagen rijden er dagelijks 423.120 passagiers op de treinen van BART. Daarmee is BART het op vier na grootste heavy rail metronetwerk van de Verenigde Staten en het meest bereden metronetwerk van de westkust. Het openbaar vervoer van de San Francisco Bay Area, waarvan BART een belangrijk onderdeel vormt, was in 2013 na dat van New York het meest gebruikte in de VS, gemeten in aantal aparte ritjes per inwoner.

## Lijnen
Er zijn zes breedspoor lijnen, waarvan er vijf door Oakland lopen en vier door de Transbay Tube-tunnel. Hoewel de lijnen al geruime tijd met dezelfde kleuren op kaarten worden weergegeven is het ongebruikelijk om de lijnen met een kleur te benoemen. Ook andere bijnamen zijn ongebruikelijk. De lijnen worden meestal aangeduid met de namen van de eindpunten.
-  Richmond-Fremont
-  Pittsburg/Bay Point-SFO/Millbrae, meestal Pittsburg/Bay Point Line genoemd, soms ook Concord Line; rijdt door tot in Millbrae in de weekends en op weekavonden
-  Fremont-Daly City, rijdt overdag en alleen van maandag tot en met zaterdag
-  Richmond-Daly City/Millbrae, soms Richmond Line genoemd; rijdt overdag en alleen van maandag tot en met zaterdag; rijdt voor 8 uur 's avonds door van Daly City tot in Millbrae
-  Dublin/Pleasanton-Daly City, meestal Dublin/Pleasanton Line genoemd
-  SFO-Millbrae Line
-  Coliseum-Oakland International Airport, ook BART to OAK genoemd

De eerste lijn werd in gebruik genomen op 11 september 1972 tussen MacArthur en Fremont, het noordelijke deel van de Richmond-Fremont Line volgde op 29 januari 1973. De tweede lijn tussen MacArthur en Concord, bestaande uit de Berkeley Hills Tunnel en de testbaan, werd geopend op 21 mei 1973. Op 5 november 1973 werd het eilandbedrijf in San Francisco geopend tussen Daly City en Montgomery. Op 16 september 1974 werd met de opening van de Trans Bay-tunnel de tweede lijn verbonden met het eilandbedrijf in San Francisco waarmee een doorgaande dienst op de Pittsburg/Bay Point-SFO/Millbrae Line gerealiseerd was. De derde lijn (Fremont-Daly City Line) werd eveneens op 16 september 1974 geopend. De vierde lijn, de Richmond-Millbrae Line, werd 19 april 1976 geopend als rechtstreekse verbinding tussen Richmond en San Francisco. Embarcadero was bij de opening van de Trans Bay Tunnel slechts in ruwbouw gereed. Het is tijdens de aanleg aan de plannen toegevoegd en werd pas op 27 mei 1976 geopend voor reizigersverkeer, waarmee het initiële net was voltooid.    

## Uitbreidingen
In het begin van de jaren 90 van de twintigste eeuw werd begonnen met verlengingen van bestaande lijnen. De gele-lijn werd aan de noordkant met twee stations verlengd die respectievelijk in december 1995 en 1996 werden geopend. Aan de westkant werd Colma toegevoegd op 24 februari 1996 en de verlenging tot de internationale luchthaven van San Francisco en Millbrae was in 2003 gereed. In 1993 werd begonnen met de aanleg van de Dublin/Pleasanton-Daly City Line door Castro Valley, die op 10 mei 1997 werd geopend. De SFO-Millbrae Line werd geopend op 22 juni 2003 maar al na ruim een half jaar opgeheven. In februari 2019 kwam de pendeldienst tussen Millbrae en het vliegveld weer terug als zelfstandige lijn. In 2009 werd begonnen met de verlenging van Fremont naar Silicon Valley. Het eerste deel, de Warm Springs extension, werd op 25 maart 2017 geopend tot Warm Springs/South Fremont.
|                                          |  |                                                                    |
| Uitbreiding tot aan Warm Springs (blauw) |  | Fases 1 (blauw) en 2 (turquoise) van de Silicon Valley-uitbreiding |

 Sindsdien wordt gewerkt aan de zogenaamde Silicon Valley extension, die verder bouwt op de verlenging tot in Warm Springs. In de eerste fase is de lijn uitgebreid tot aan Berryessa-station in San Jose dat op 13 juni 2020 werd geopend. Aan die uitbreiding begon men in april 2012 te bouwen en men verwachtte de lijn eind-2020 op te leveren. In de tweede fase wordt de lijn uitgebreid tot aan het Alum Rock-station en het station van Downtown San Jose. De voorziene eindhalte is het Diridon-station, waar momenteel al treinen van Caltrain, ACE, Amtrak en VTA Light Rail aankomen. Ten slotte zouden de BART-sporen verlengd worden tot aan het station van Santa Clara, gelijklopend met de sporen van Caltrain. Door deze verlenging wordt Santa Clara (Silicon Valley) alsnog met BART verbonden, zij het via de oostoever in plaats van over het grondgebied van San Mateo. 
Naast de breedspoormetrolijnen is sinds 2014 de automated guideway transit (AGT), een moderne variant van de kabeltram, als Coliseum-Oakland International Airport Line onderdeel van het net. In het noorden onderhoudt BART een pendeldienst, onder de naam eBART, met dieseltreinstellen van het type Stadler GTW op normaalspoor. Het traject ligt tussen het oostelijke eindpunt van de Pittsburg/Bay Point-SFO/Millbrae Line en Antioch in de middenberm van de State Route 4. De aanleg werd in 2004 goedgekeurd, in 2009 kwam BART met een plan voor 16 kilometer normaalspoor in plaats van een verlenging van de metro. eBART werd op 26 mei 2018 geopend met Antioch als oostelijk eindpunt, een verdere verlenging tot Oakley, Brentwood, Byron en zelfs Tracy en Stockton behoort tot de mogelijkheden.

## Toekomst
Er bestaan plannen om de Dublin/Pleasanton-Daly City Line in oostelijke richting te verlengen tot in Livermore. Er wordt ook over nagedacht om de dienstverlening noordwaarts uit te breiden vanuit Richmond. Een optie, genaamd wBart, is om zware dieseltreinstellen in te zetten op bestaande of nieuwe sporen. Een tweede optie is om een forensentrein in te richten langs de bestaande Amtrakspoorlijn, tot in Hercules en mogelijk zelfs tot in Fairfield en Vacaville. Een derde voorstel is om de gewone BART-diensten te verlengen tot in North Richmond en dan langs de Richmond Parkway en de bestaande Union Pacific-spoorlijn tot in Hercules. De spoorlijn zou zelfs over de Straat van Carquinez kunnen lopen, tot in Vallejo en Vacaville. Een vierde en laatste optie is om de lijn westwaarts uit te breiden over de Richmond-San Rafaelbrug, waarmee Marin County alsnog op BART zou worden aangesloten.

## Fotogalerij

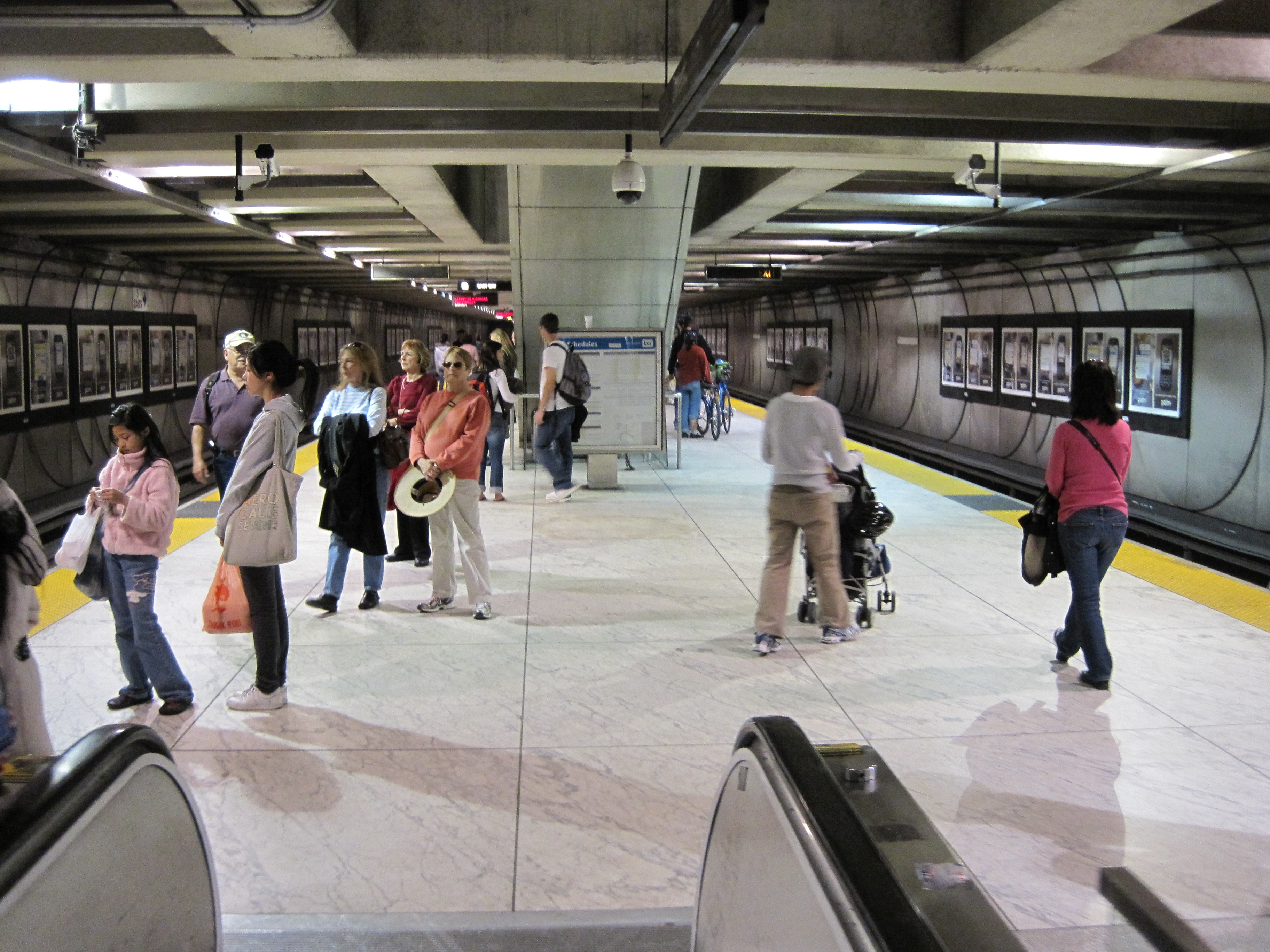
Metrostation Embarcadero
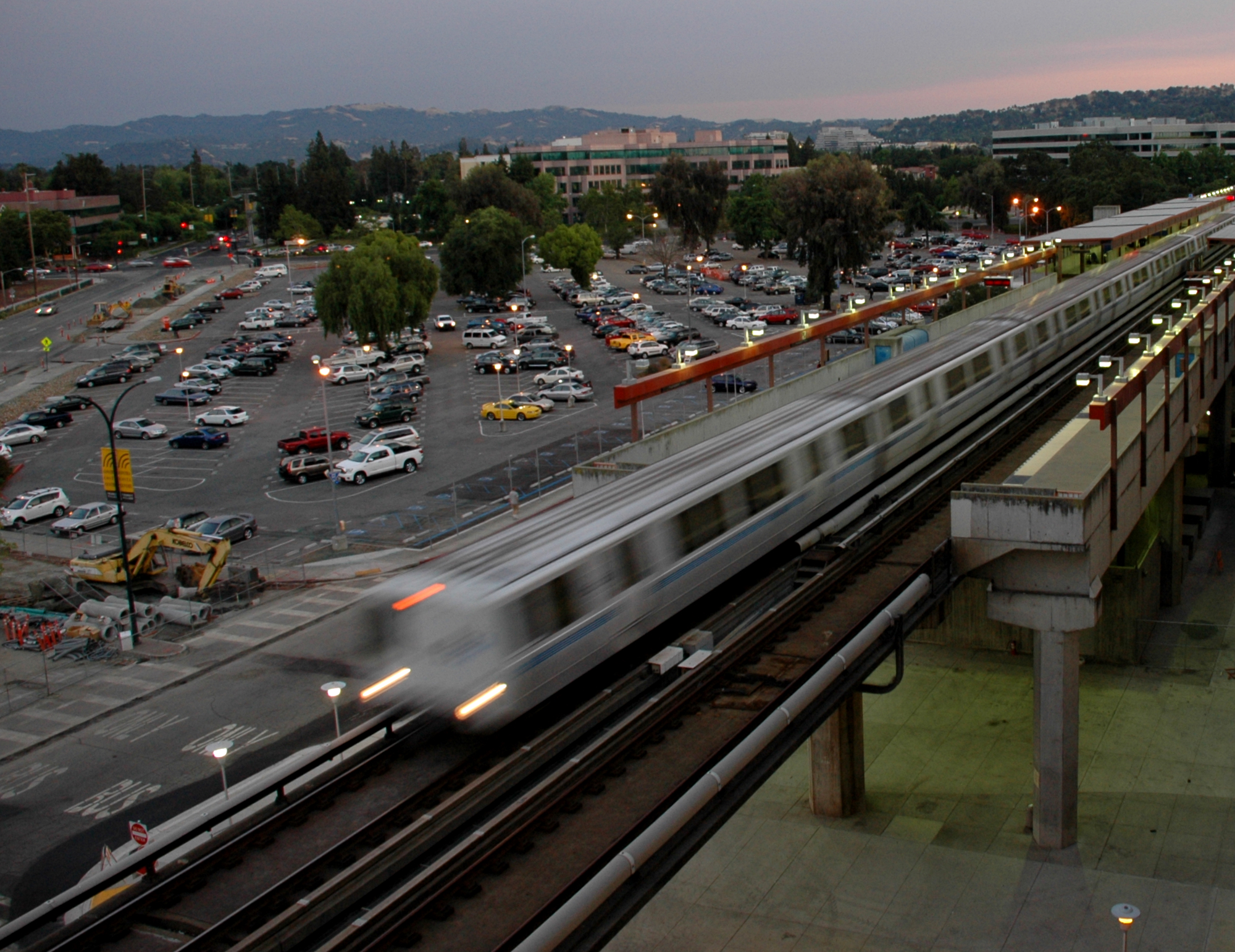
BART-trein tussen Pleasant Hill en Pittsburg/Bay Point
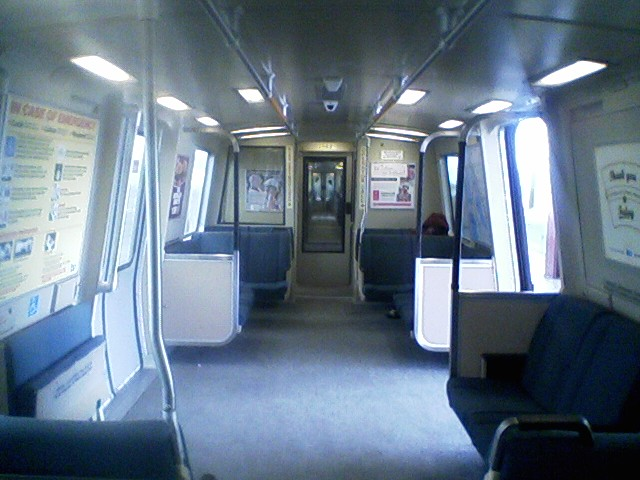
De binnenkant van een metrostel van het type C2
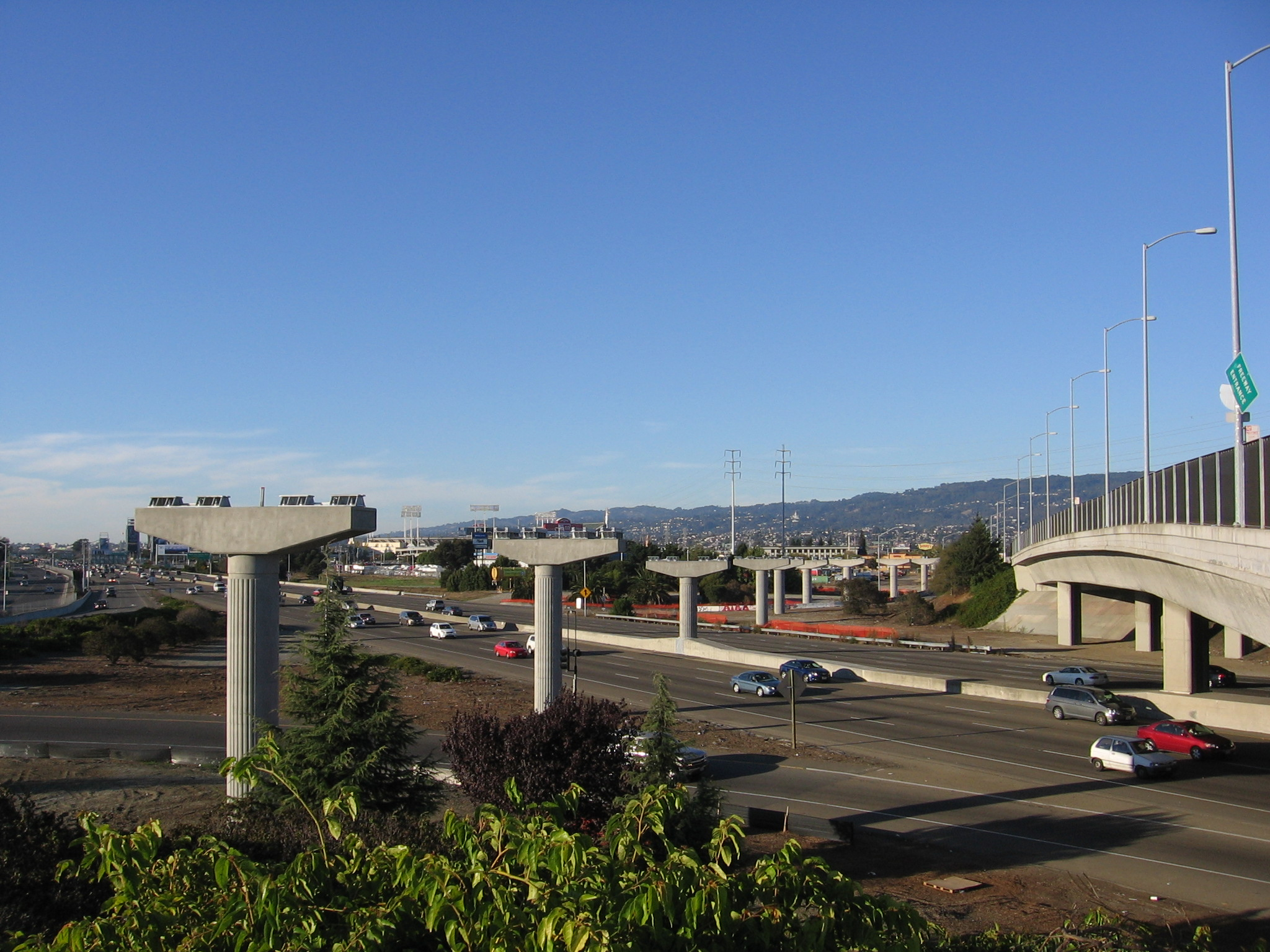
Aanleg van de verhoogde spoorlijn voor de Oakland Airport Connector (oktober 2012)